# 草坔
草坔（白話字：Tsháu-làm）是臺灣臺南市學甲區的一個傳統地域名稱，位於學甲市區東南郊，為學甲十三庄之一。其分成三个部分：「頂草坔」以莊姓居民為主、「中草坔」以陳姓及賴姓居民為主、「下草坔」以賴姓及謝姓居民為主。

## 歷史沿革

### 地名由來
「坔」字通湳。早年先民在此主要以放牧方式种植马铃薯和青草。然而，由于当地地势低洼，每逢大雨便形成混杂青草的泥泞地，因此得名“草坔”。该地早年謀生不易，许多庄民向外迁徙发展，尤以东部为主，其中以臺東卑南鄉成为最大的聚居地。

## 圖集

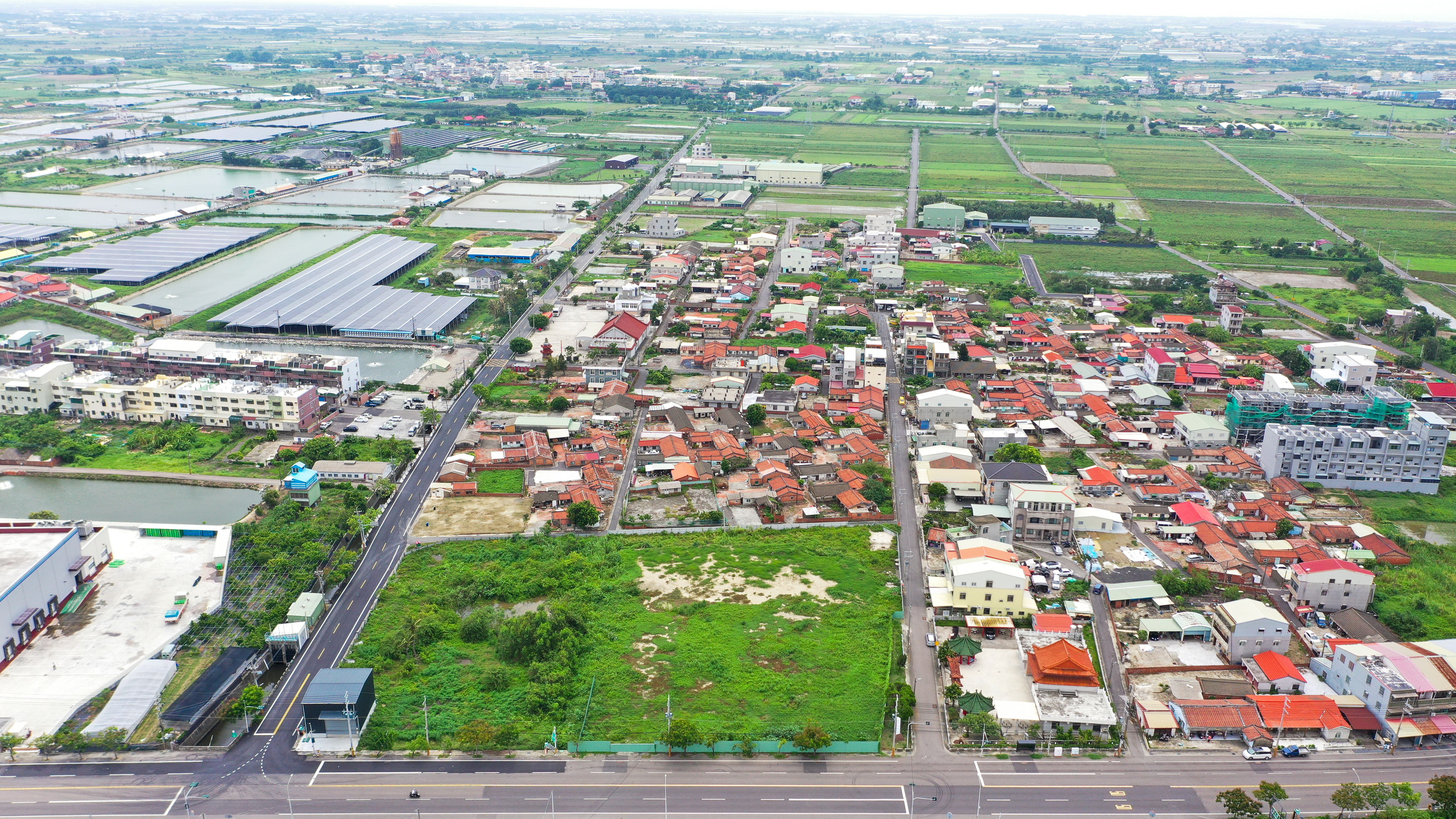
臺南市學甲區草坔空拍圖1
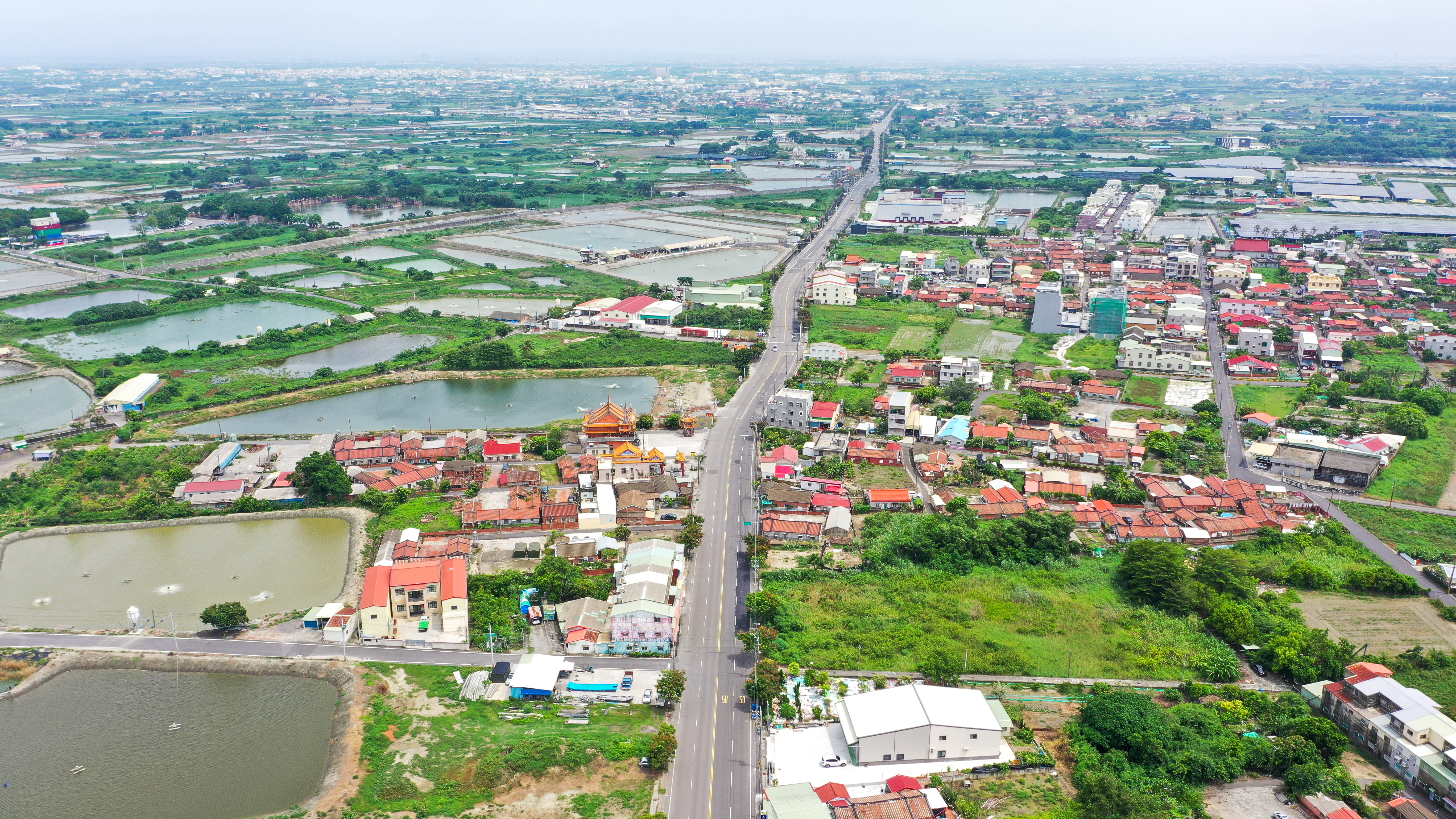
臺南市學甲區草坔空拍圖2
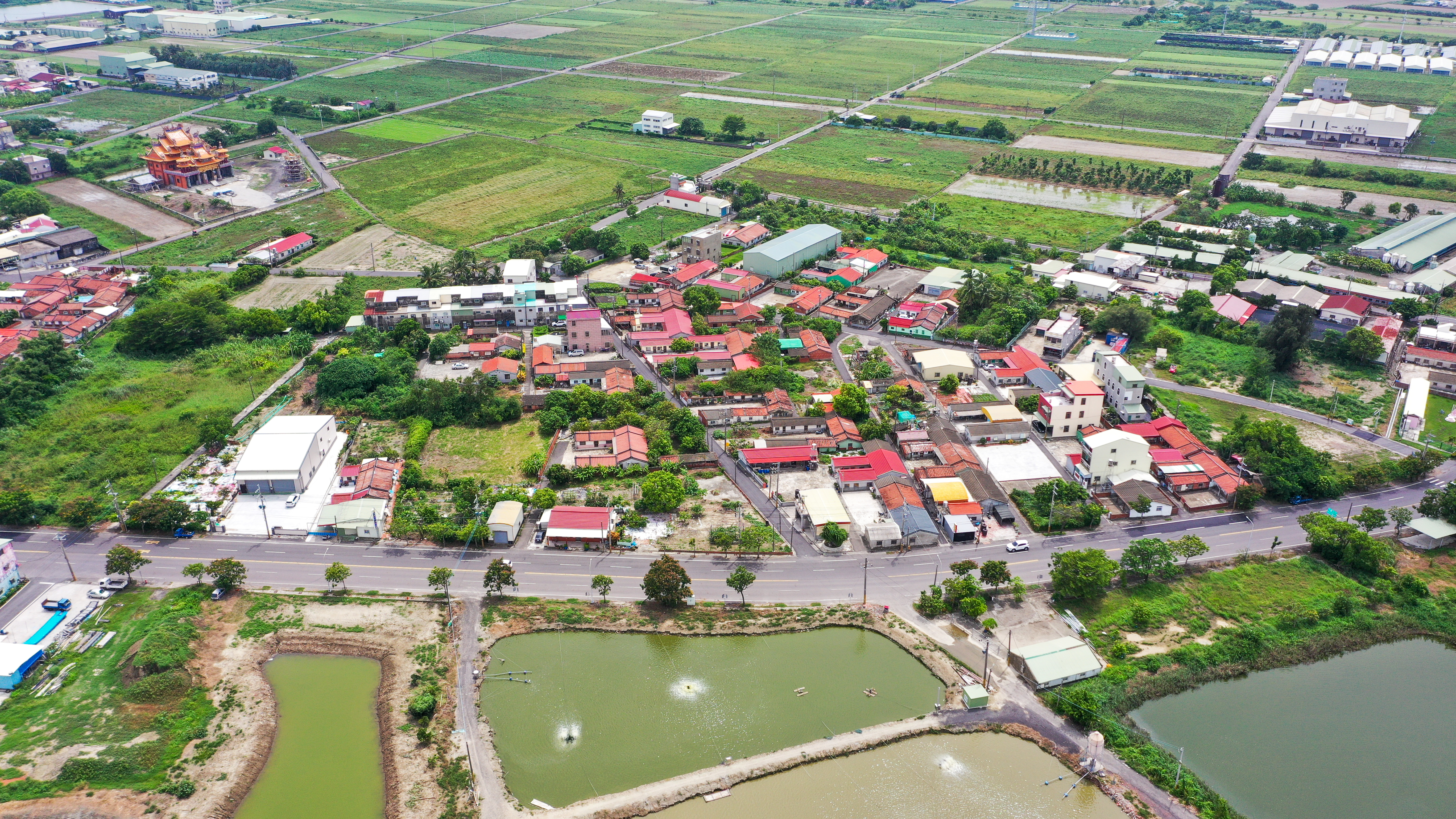
臺南市學甲區草坔空拍圖3